# Tucano (popolo)
I Tucano sono un gruppo etnico della Colombia, del Brasile e del Venezuela.

## Lingua
Parlano la lingua tucano (codice ISO 639-3 tuo) che appartiene all'omonima famiglia linguistica. Si fanno chiamare Ye'pâ-masa o Daséa.

## Insediamenti

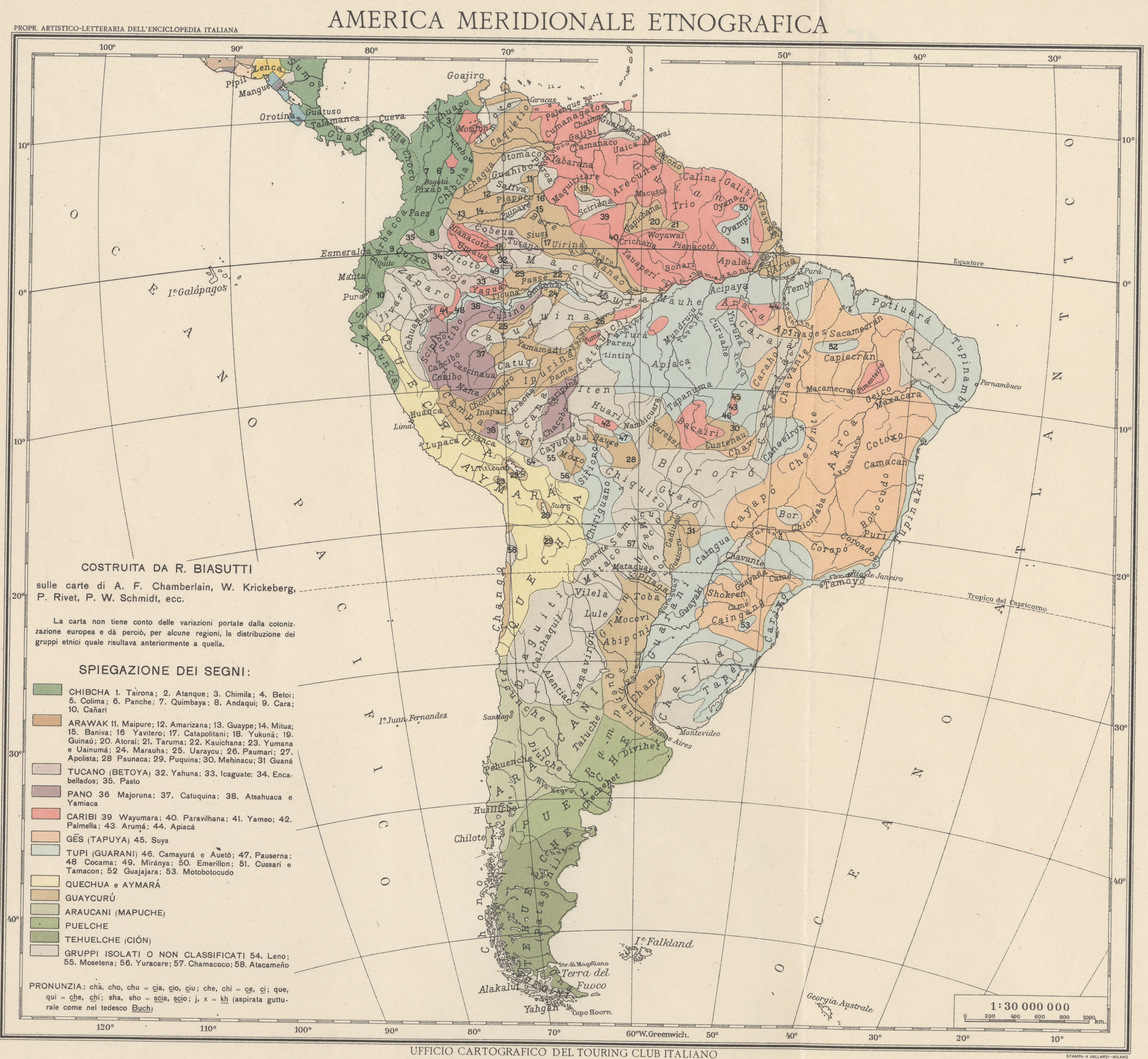
Mappa del Sud America nel 1937. La distribuzione dei Tucano è evidenziata in lilla chiaro.

È il gruppo più numeroso tra quelli appartenenti alla famiglia tucanoana. Vivono principalmente in Colombia e in Brasile, con un piccolo gruppo in Venezuela. Sono stanziati sui fiumi Tiquié, Papuri, Uaupés e Rio Negro e anche nella cittadina di São Gabriel. La dispersione dell'etnia è notevole e si contano più di 30 sottogruppi ognuno dei quali ha un nome diverso. La stessa classificazione dei sottogruppi è oggetto di controversia e spesso alcuni gruppi della famiglia tucanoana considerati autonomi vengono inclusi come sottogruppi della più ampia etnia dei Tucano.